# Акмектеп (Павлодарская область)
Акмектеп (каз. Ақмектеп — белая школа) — село в Баянаульском районе Павлодарской области Казахстана. Входит в состав Бирликского сельского округа. Расположено примерно в 31 км к северу от районного центра, села Баянаул. Код КАТО — 553637200.

## Население
В 1999 году население села составляло 251 человек (138 мужчин и 113 женщин). По данным переписи 2009 года, в селе проживало 149 человек (95 мужчин и 54 женщины).